# دونایکا
دونایکا (انگلیسی: Dunayka) یک شهرک در بخش گرایفسکی استان بلگورود کشور روسیه است.